# Terra Nova—Les Péninsules
Pour les articles homonymes, voir Bonavista (homonymie).
Circonscription électorale fédérale du Canada
Terra Nova—Les Péninsules ((en) Terra Nova—The Peninsulas) (anciennement Bonavista—Burin—Trinity et Bonavista—Gander—Grand Falls—Windsor) est une circonscription électorale fédérale canadienne dans la province de Terre-Neuve-et-Labrador. Elle comprend la portion nord-est de l'île de Terre-Neuve.
Les circonscriptions limitrophes sont Avalon, Random—Burin—St. George's et Humber—St. Barbe—Baie Verte.

## Historique
La circonscription de Bonavista—Gander—Grand Falls—Windsor a été créée en 2004 avec des parties de Gander—Grand Falls et de Bonavista—Trinity—Conception. Lors du redécoupage de 2012 le nom de la circonscription devient Bonavista—Burin—Trinity.
À la suite du découpage de la carte électorale de 2022, la circonscription est renommée Terra Nova–Les Péninsules.

## Députés
| Législature                                                                                                | Années        | Député          | Député        | Parti        |
| --- | ------------- | --------------- | ------------- | ------------ |
| Bonavista—Burin—Trinity issue de Random—Burin—St. George's, Bonavista—Gander—Grand Falls—Windsor et Avalon |               |                 |               |              |
| 42e | 2015–2017     |                 | Judy M. Foote | Libéral      |
| 42e | 2017-2019     | Churence Rogers |               | Libéral      |
| 43e | 2019–2021     | Churence Rogers |               | Libéral      |
| 44e | 2021–2025     | Churence Rogers |               | Libéral      |
| Terra Nova–Les Péninsules                                                                                  |               |                 |               |              |
| 45e | 2025–en cours |                 | Jonathan Rowe | Conservateur |

1. 2004-2015 — Scott Simms, PLC
2. 2015-2017 — Judy M. Foote, PLC

- PLC = Parti libéral du Canada

## Résultats électoraux
|  | Candidat             | Parti         | #    | %      |
|  | -------------------- | ------------- | ---- | ------ |
|  | Churence Rogers      | Libéral       | 8717 | 69,2 % |
|  | Mike Windsor         | Conservateur  | 2878 | 22,9 % |
|  | Tyler Downey         | Néo-Démocrate | 598  | 4,7%   |
|  | Shane Stapleton      | Libertarien   | 262  | 4,7%   |
|  | Tyler John Colbourne | Vert          | 138  | 1,1%   |
|  | Total                |               |      |        |

|       | Candidat             | Parti        | # de voix | % des voix |
|       | Mike Windsor         | Conservateur | +03 534,  | 10,09 %    |
|       | Judy M. Foote        | Libéral      | +28 645,  | 81,78 %    |
|       | Jenn Brown           | NPD          | +02 553,  | 7,29 %     |
|       | Tyler John Colbourne | Vert         | +00297,   | 0,85 %     |
| Total | Total                | Total        | 35 029    | 100 %      |